# Aristarc de Tessalònica
Aristarc (grec antic: Ἀρίσταρχος Aristarkhos), "Un grec macedoni de Tessalònica" ［Ac 27:2］, fou un paleocristià esmentat en alguns passatges del Nou Testament. Va acompanyar Sant Pau en el seu viatge a Roma. Juntament amb Gai, un altre macedoni, Aristarc va ser segrestat per la multitud a Efes i dut al teatre. ［Ac 19:29］ Més tard, Aristarc va tornar amb Pau de Grècia a Àsia. ［Ac 20:4］ A Cesarea, es va embarcar amb Paul en un vaixell d'Edremit (Adramítium) amb destinació a Mira de Lícia (［Ac 27:2］); si viatja amb ell d'allà a Roma no es registra. Aristarc es descriu com a "company de presó" de Pau i "col·laborador" a Col 4:10 i Flm 1:24, respectivament.
Aristarc fill d'Aristarc, politarca de Tessalònica (39/38 aC?)
pot ser la mateixa persona que Aristarc.

## Commemoració d'Aristarc
El Martirologi romà inclou Aristarc el dia 4 d'agost: «Commemoració de sant Aristarc de Tessalònica, que va ser deixeble de sant Pau, fidel company en els seus viatges i presoner amb ell a Roma (s. I)». Se sol situar la mort d'Aristarc sota el mandat de l'emperador Neró, igual que la de Pau de Tars. Segons una tradició, va ser decapitat amb Pau a Roma, sense saber-se més d'ell.
A la tradició ortodoxa oriental i catòlica oriental, Aristarc s'identifica com un dels Setanta deixebles i bisbe d'Apamea. Se'l venera com a sant i se'l commemora el 14 d'abril, i el 27 de setembre, Se'l va incloure en una llista de setanta deixebles del cristianisme primitiu, en al·lusió a la menció de setanta-dos deixebles present en un passatge de l'Evangeli de Lluc. ［Lluc 10:1］